# El sur (film 1983)
El sur è un film del 1983 diretto da Víctor Erice e basato sul racconto omonimo di Adelaida García Morales.
La sceneggiatura prevedeva riprese ulteriori rispetto a quelle effettuate, ma il produttore Elías Querejeta ha interrotto la lavorazione del film per mancanza di fondi, distribuendolo quindi in una versione incompleta.

## Trama
Il film è ambientato in una grande casa chiamata "La Gaviota" nella periferia di una città nel nord della Spagna. Qui vivono Agustín Arenas, originario del sud della Spagna, sua moglie Julia e la loro figlia adolescente Estrella. Estrella cresce affascinata da suo padre, tuttavia fatica a comprenderlo, dato il suo distacco emotivo dalla famiglia. Man mano che cresce, Estrella inizia a scoprire il passato del padre e le circostanze che hanno forgiato la sua personalità.